# Златоцвет увенчанный
Златоцве́т уве́нчанный, также хризанте́ма уве́нчанная, хризанте́ма овощная, или хризанте́ма салатная (лат. Glebíonis coronária), — вид многолетних травянистых растений рода Glebionis семейства Астровые (Asteraceae).
Родина — Северная Америка. Интродуцирован, разводится во многих сортах и формах.

## Ботаническое описание
Стебель прямостоячий, простой или в верхней половине более менее разветвленный, голый, высотой 25—70 см. Корень короткий, стержневой.
Прикорневые лисья быстро отмирающие. Средние листья длиной до 8—10 см, сидячие, в очертании продолговатые или продолговато-обратнояйцевидные, дваждыперистораздельные с развитыми ушками, с 4—10 долями первого порядка с каждой стороны. Верхние листья более мелкие и менее рассечённые.
Корзинки одиночные или в количестве 2—8 на облиственных боковых веточках, обычно не образующие щитка. Венчики язычковых цветов жёлтые, разных оттенков.
Семянка длиной 2,8—4 мм, шириной 2—3,5 мм.
|                                            |  |  |
| Слева направо. Общий вид. Соцветие. Цветки |  |  |

## Использование
Листья и молодые побеги по вкусовым качествам напоминают сельдерей, их используют в пищу. Пищевое значение имеют также молодые соцветия.
Используется как декоративное растение.